# Jaepie-Jaepie

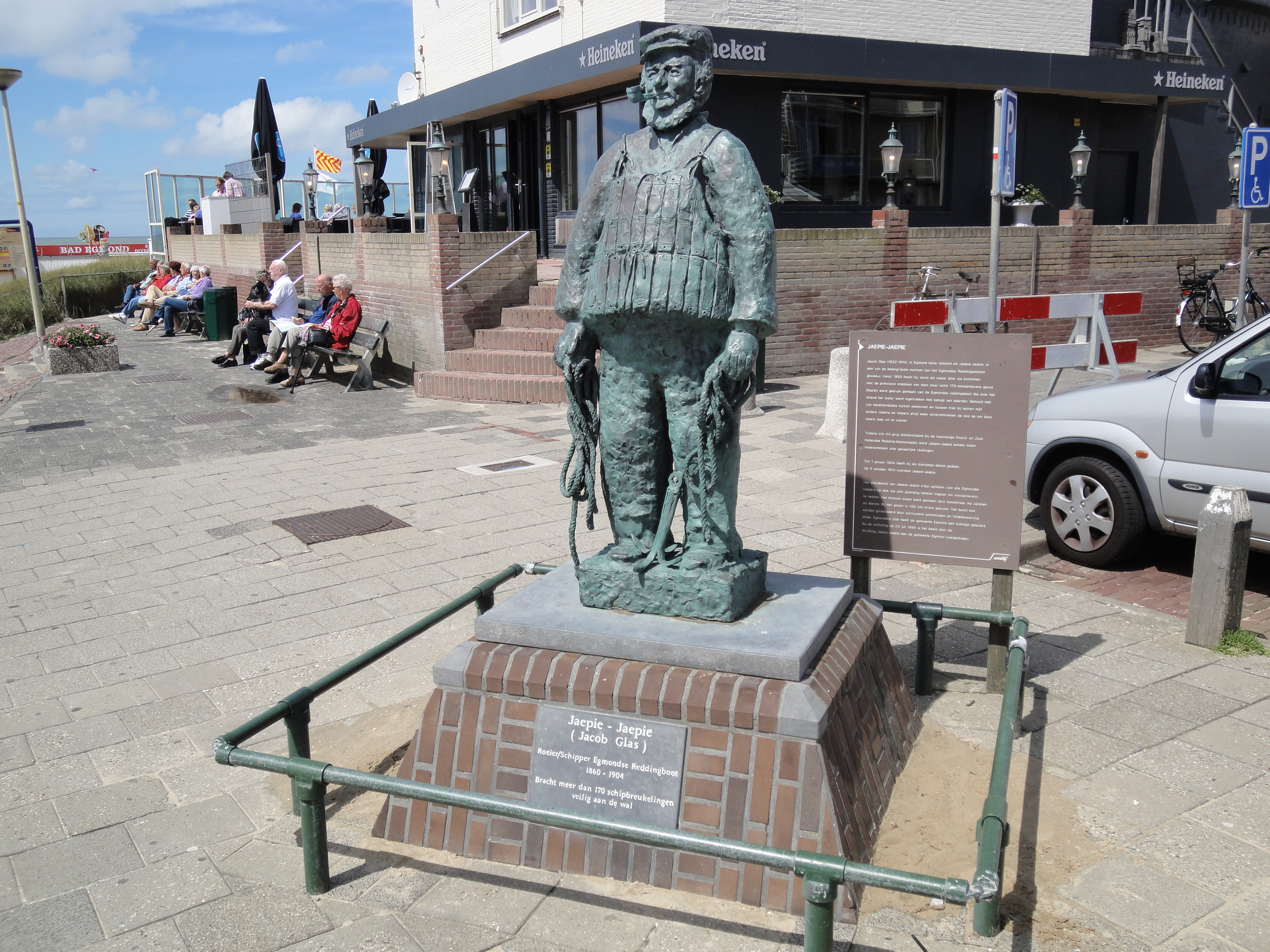
Jaepie-Jaepie

Jacob Glas (* 1832; † 5. Oktober 1910), besser bekannt als Jaepie-Jaepie, war einer der bekanntesten Männer der Seerettungsstation in Egmond aan Zee in Nordholland. Ihm wird die Rettung von 170 Menschenleben im Laufe seiner 44-jährigen Dienstzeit zugeschrieben. Am 23. Juli 1999 wurde ihm zu Ehren eine Bronzestatue in Egmond aan Zee aufgestellt.